# Academia de Științe Tehnice din România
Academia de Științe Tehnice din România (acronimm ASTR) este o instituție publică academică care coordonează activitatea din domeniul științelor tehnice din România, înființată în 1997.

## Istoric

### Precursori
În 1935 s-a înființat Academia de Științe din România, care a funcționat până în anul 1948, când a fost înglobată în Academia Republicii Populare Române

### Înființarea academiei
În data de 17 octombrie 1997, cei 27 membri fondatori au decis crearea unui forum la nivel național, care să cuprindă personalități din domeniul ingineriei, cu scopul de a promova dezvoltarea cercetării științifice, al creației tehnice și perfecționarea învățământului ingineresc. 

### Membrii fondatori
Cei 27 membrii fondatorl ai ASTR sunt:
- Radu Voinea
- Aurelian Stan
- Marius Sabin Peculea
- Mihai Gafițanu
- Gheorghe Buzdugan
- Virgiliu N. Constantinescu
- Panaite Mazilu
- Alexandru Balaban
- Horia Colan
- Aureliu Leca
- Mircea Petrescu
- Mircea Ivănescu
- Dan Ghiocel
- Toma Dordea
- Vasile Cătuneanu
- Gheorghe Silaș
- Adelaida Mateescu
- Ioan Toma Stănculescu
- Șerban Raicu
- Mihai Mihăiță
- Florin Teodor Tănăsescu
- Mircea Marinescu
- Gleb Drăgan
- Tiberiu Dimitrie Babeu
- Dorel Zugrăvescu
- Gheorghe Zgură
- Oliviu Rusu

La 11 decembrie 1997, prin sentința civilă nr. 1216 a Tribunalului București, s-a admis cererea sa pentru dezvoltarea activităților trecute în statut și s-a acordat personalitate juridică ASTR.

### Schimbarea situației juridice
În 2008, situația juridică a Acadmiei a fost modificată prin Legea nr. 230/2008. ASTR fiind transformată dintr-o asociație privată într-o instituție de interes public, cu personalitate juridică de drept public, autonomă.
Prin Ordonanța de urgență a Guvernului nr. 79/2010 s-a stabilit că pentru 3 din cele 4 instituții academice pe domenii de specialitate și anume: Academia de Științe Tehnice din România, Academia Oamenilor de Știință din România și Academia de Științe Medicale, finanțarea să se facă exclusiv din venituri proprii.

## Atribuții
Atribuțiile principalele ale ASTR sunt:
- Efectuarea de cercetări, studii și consultanțe, precum si conducerea sau executarea de programe ori proiecte de cercetare stiintifica;
– Promovarea cooperării în domeniul Ingineriei în România, în țările europene și în alte țări astfel încât să se asigure concentrarea eforturilor în rezolvarea problemelor tehnice, economice și sociale prin dezvoltarea activităților de cercetare și dezvoltare;
– Promovarea educației inginerești în concordanță cu progresele științifice, o mai bună educație și noi competențe, pentru a crește atragerea tinerilor în activități de inginerie, fizică și matematică.
– Promovarea înțelegerii noilor tehnologii în rândul autorităților și al publicului în beneficiul societății și al dezvoltării din România.
– Promovarea unor contacte permanente cu sectorul economic industrial, creșterea contribuției mediului non-academic la dezvoltarea industrială a României.
- Stimularea eforturilor si a realizărilor cercetătorilor stiintifici și promovarea drepturilor de proprietate științifică; stimularea eforturilor și a realizărilor cercetătorilor științifici și promovarea drepturilor de proprietate științifică
– Păstrarea patrimoniului ingineresc românesc, contribuții la comoara lumii științifice.
- organizarea de manifestări tehnico-științifice, naționale și internaționale;
– Sprijinirea publicării tehnice, organizarea de evenimente și premii pentru lucrări remarcabile din punct de vedere științific în domeniul științelor ingineriei.

## Organizare

### Membri
ASTR are în compunerea sa membri de onoare, membri titulari, membri corespondenți și membri asociați.
- Membri de onoare pot fi personalități române și străine, de înalt prestigiu în domeniul științelor tehnice, cu autoritate stiintifică recunoscută. ASTR poate acorda șsi titlul de membru de onoare postmortem unor personalități marcante ale științei și tehnicii.
- Membrii titulari și membrii corespondenți sunt cetățeni români, aleși dintre ersonalitățile care au contribuții deosebite în domeniul tehnico-știițtific, consacrate prin realizări profesionale și lucrări științifice de specialitate evaluate pe baza criteriilor precizate prin statut. Membrii titulari sunt aleși de regulă dintre membrii corespondenți. Numărul maxim de membri titulari este de 150 si nuăarul membrilor corespondenți este de 100.
- Membri asociați sunt acele persoane fizice care prin activitatea științifică realizată sau, prin contribuții, materiale sustin și sprijină dezvoltarea obiectului de activitate și a prestigiului ASTR.

### Organe de conducere
Organele de conducere ale ASTR sunt: adunarea generală, prezidiul și președintele.
Adunarea generală este forul suprem de conducere al ASTR si este constituită din totalitatea membrilor titulari și corespondenți. Adunarea generala este convocată o data pe an, în sesiune ordinară, sau ori de câte ori este nevoie, în sesiune extraordinară, la inițiativa prezidiului ori la cererea a cel puțin unei treimi din numărul total al membrilor titulari și corespondenți. Adunarea generală are următoarele atribuții principale:
- adoptă statutul ASTR și aprobă regulamentul de organizare și funcționare
- aprobăa alegerea membrilor ASTR, validațți de prezidiul ASTR, și aprobă retragerea calității de membru al ASTR, la propunerea prezidiului ASTR;
- aprobăa strategia de dezvoltare si programul anual de activitate al ASTR, prezentate de prezidiu;
- aproba darea de seama anuală privind activitatea ASTR, situațiile financiare anuale și proiectul de buget;
- alege președintele ASTR, trei viceprșsedențti și secretarul general, dintre membrii titulari, pe o perioadă de 4 ani.
Prezidiul se constituie din prelsedinte, viceprleșediți, secretarul general și președinții secțiilor ASTR și are ca principală atribuție conducerea activității în perioada dintre adunările generale.
Președintele reprezintă ASTR în relațțiile cu terțe persoane fizice și juridice din țară și străinatate și este ordonator de credite.

## Filiale
Academia de Științe Tehnice din România are următoarele filiale: 
- Filiala Cluj-Napoca,
- Filiala Iași,
- Filiala Timișoara,
- Filiala craiova,
- Filiala Brașov,
- Filiala Chișinău,
- Filiala Petroșani.

## Secții
Academia de Științe Tehnice din România are nouă filiale de specialitate: 
- Mecanică tehnică,
- Inginerie mecanică;
- Electrotehnică, energetică,
- Electronică, automatică,
- Tehnologia informaței și comunicațiilor, calculatoare și telecomunicații,
- Construcii și urbanism,
- Ingineria transporturilor,
- Inginerie chimică,
- Știința și ingineria materialelor,
- Ingineria petrolului, minelor și geonomie.

h

## Afilieri internaționale
Academia de Științe Tehnice din România este membră titulară a Asociatiei Academiilor de Știinte Tehnice din Europa (Euro-CASE), cu sediul la Paris.